# ریدلر
ریدلر (به انگلیسی: Riddler) یا معماساز با نام اصلی ادوارد نیگما و بعدها ادوارد نشتون، یک شخصیت خیالی ابرشرور در کتاب‌های کامیک آمریکایی منتشر شده توسط دی‌سی کامیکس است که اغلب به عنوان دشمن شخصیت ابرقهرمان بتمن به‌شمار می‌رود. این شخصیت توسط نویسنده بیل فینگر و طراح دیک اسپرنگ خلق شده‌است که برای اولین بار در شمارهٔ ۱۴۰ از مجموعه کمیک‌های کارآگاهی (اکتبر ۱۹۴۸) حضور پیدا کرد. معماساز از معماها و چیستان‌های فکری در فعالیت‌های مجرمانهٔ خود استفاده می‌کند، و اغلب آن‌ها را به عنوان سرنخ برای متخصص‌ها یا بتمن باقی می‌گذارد تا به حل آن‌ها بپردازند. او یکی از سرسخت‌ترین دشمنان بتمن محسوب می‌شود و متعلق به جمعی از دشمنان بتمن است که فهرست جنایتکاران و مجرمین او را تشکیل می‌دهد. او بعدها به هویت واقعی بتمن که بروس وین است پی می‌برد، اما هویت وی را فاش نمی‌کند.
از معماساز به شکل‌های متعددی در رسانه‌ها اقتباس شده‌است. فرانک گورشین و جان آستین در نقش شخصیت معماساز در مجموعه تلویزیونی محصول سال ۱۹۶۶ تحت عنوان بتمن، جیم کری در فیلم بتمن برای همیشه (۱۹۹۵)، و پل دینو در فیلم بتمن (۲۰۲۲) ایفا کرده است. کوری مایکل اسمیت به ایفای نقش این شخصیت در مجموعه تلویزیونی گاتهام پرداخته است. جان گلاور، رابرت انگلوند، و والی وینگرت، کار صداپیشگی این شخصیت را در پویانمایی و بازی‌های ویدئویی بر عهده داشتند.